# 依諾增爵六世
諾森六世（拉丁語：Innocentius PP. VI；1282年或1295年—1362年9月12日）原名德範·奧伯爾（Étienne Aubert），1352年12月18日當選教宗，同年12月30日即位至1362年9月12日為止。

## 譯名列表
- 六世：天主教香港教區禮儀委員會：禧年專頁 （页面存档备份，存于）作。
- 因特六世：《世界人名翻譯大辭典》1993年版作因諾森特。
- 英六世：《大英簡明百科知識庫》2005年版作英諾森[永久]。
- 六世：香港天主教教區檔案　歷任教宗作諾森。
- 六世：天主教天津教区作。